# Bad Lieutenant: Port of Call New Orleans
Bad Lieutenant: Port of Call New Orleans (Enemigo interno en Colombia, México y Perú; Un maldito policía en Nueva Orleans en Argentina; Un policía corrupto en Chile y Teniente corrupto en España) es una película estadounidense dramática y de humor negro de 2009 dirigida por Werner Herzog y protagonizada por Nicolas Cage.
La cinta comparte el nombre con Teniente corrupto (1992), película de culto dirigida por Abel Ferrara, de la cual sin embargo no es una remake.

## Sinopsis
Terence McDonagh (Nicolas Cage) es un poco ejemplar teniente de la policía, adicto al juego y las drogas, investiga el asesinato de cinco inmigrantes senegaleses en la Nueva Orleans tras el huracán Katrina, como miembro de la policía de Nueva Orleans, mientras limpia un casillero después del huracán Katrina descubre a un prisionero atrapado, lo rescata, es ascendido a teniente de policía y recibe una medalla por su trabajo, pero ha sufrido una grave lesión en la espalda por el rescate, se le prescribe Vicodin para controlar el dolor.
McDonagh se convierte en adicto a los analgésicos, consume otras drogas, cocaína y cannabis, convence a otro oficial de policía para obtener las drogas de las capturas de tráfico ilegal enviadas a la sala de pruebas de la estación de policía, obtiene más drogas para su consumo personal y la información sobre los operativos policiales de la lucha contra las drogas. Su novia Frankie Donnenfeld (Eva Mendes), una hermosa prostituta, también consume cocaína y suelen compartir drogas en sus encuentros amorosos. McDonagh se ha distanciado de su padre Pat (Tom Bower), un alcohólico en recuperación y de su madrastra alcohólica, Genevieve (Jennifer Coolidge), viven en las afueras de la ciudad, en una casa aislada, tranquila y segura utilizada como refugio. 
En los operativos policiales usa su posición como oficial de policía para intimidar a la gente y robar más drogas a los jóvenes a la salida de centros de diversión nocturna, ahora está asignado a investigar los asesinatos de cinco inmigrantes ilegales de Senegal, asesinados por vender drogas en el vecindario de un líder de una pandilla de traficantes de drogas con antecedentes criminales y son sospechosos del crimen. El líder de la banda de traficantes de drogas, Big Fate (Alvin 'Xzibit' Joiner), trabaja con dos socios y siempre lo acompañan como guardaespaldas: Midget (Lucius Baston) y G (Tim Bellow). Después de ser arrestados en un accidente de tránsito en la carretera, McDonagh se encuentra con una amiga, (Fairuza Balk), es agente de policía de tránsito de Nueva Orleans y recuerdan viejos momentos de su relación, ella también le suministra drogas.
Big Fate se presenta voluntariamente a la comisaría con su astuto abogado para evitar ser arrestado y detener las investigaciones por falta de pruebas, liberar a sus dos socios y pagar la fianza. Mientras trabaja en reunir más pruebas contra Big Fate y presentarlas al fiscal, McDonagh regresa a una habitación de hotel donde encuentra a su novia prostituta Frankie, golpeada por uno de sus clientes habituales, un hombre bien relacionado con la mafia llamado Justin (Shea Whigham), discuten, es grosero con él y no respeta su posición de policía, entonces McDonagh amenaza a Justin y le confisca US$ 10,000. dólares de su maletín personal y amenaza con apresarlo, provocando un problema con un grupo de gánsteres, luego desaparece un joven repartidor de drogas bajo su custodia, escapa y se sospecha fue testigo auditivo de la escena del crimen, para tratar de sostener más pruebas y seguir adelante con el caso contra los traficantes de drogas, porque el fiscal no puede actuar por falta de pruebas y la fuerte intervención del astuto abogado defensor de Big Fate. 
McDonagh encuentra a la abuela del testigo trabajando en un asilo de ancianos, discuten y amenaza con matar a uno de sus pacientes, para obligarla declarar el lugar donde se oculta el testigo clave de la investigación, la anciana finalmente confiesa haber enviado a su nieto en un avión para quedarse viviendo con sus familiares en Inglaterra y evitar se involucre en asuntos de pandillas, pierden al testigo del crimen y tratan de seguir adelante con la investigación, buscando alguna nueva prueba contra Big Fate para lograr su captura.
Mientras tratan de seguir adelante con la investigación del asesinato, la policía acorrala a Big Fate en una emboscada, el investigador compañero de McDonagh, Stevie Pruit (Val Kilmer), amenaza con matar a Big Fate, porque su jefe Pruit no quiere que él tenga la oportunidad de escapar de la condena por falta de pruebas y el fiscal no puede seguir adelante con la investigación por la intervención de su abogado. McDonagh está indignado con la propuesta y arresta a Big Fate, demostrando todavía puede cumplir con sus deberes de oficial a pesar de sus adicciones y problemas personales, Big Fate es liberado nuevamente por falta de pruebas y la intervención de su abogado, complicando la investigación y no permite al fiscal seguir adelante con la demanda en su contra. 
McDonagh se mete en problemas con su corredor de apuestas Ned (Brad Dourif) por no pagar sus deudas, el poco dinero obtenido se compromete a entregar a un gánster que trabaja para Justin, el gánster se presenta en el departamento de su novia con dos guardaespaldas y esperan la llegada para negociar con él, ahora solicita US$ 50,000 dólares, cinco veces la cantidad incautada a Justin, como compensación por provocar todo este problema y amenaza con matar a su novia con un cuchillo, los guardaespaldas quieren tener un encuentro violento con ella y golpearla como pago, le dan dos días para obtener el dinero, McDonagh se lleva a la novia y la oculta en la casa de su padre para evitar la puedan golpear nuevamente. 
Por el mal trato que recibe la anciana enferma en el asilo de ancianos, ahora está bajo investigación interna de la policía, de servicio modificado y su arma de dotación oficial está colocada en la sala de pruebas. McDonagh decide buscar a Big Fate en el barrio donde trabaja como un importante distribuidor de drogas y le propone convertirse en socios, ahora decide participar como infiltrado en esa organización criminal, el acuerdo secreto implica a McDonagh entregando información policial a Big Fate sobre operaciones de lucha contra el tráfico de drogas y redadas de la policía en las carreteras, con los rápidos resultados de esta valiosa información entregada, ahora él tiene suficiente dinero para pagar sus deudas con su corredor de apuestas y puede invertir sus ganancias excedentes en una nueva apuesta con más suerte. 
Durante una celebración de la exitosa asociación entre McDonagh y Big Fate, el gánster aparece en forma sorpresiva en su oficina con los dos guardaespaldas, exigiendo todo su dinero como compensación, lo acusa de no cumplir con el acuerdo y ocultar a su novia, revela lo estaba siguiendo durante varios días hasta llegar a ese lugar. McDonagh le dice estar trabajando y buscando reunir su dinero, ofrece un corte por valor de más de US$ 50.000 dólares de una bolsa llena de heroína pura, para saldar la deuda de McDonagh y seguir trabajando juntos, pero el gánster ahora quiere llevarse todo el embarque de drogas. Big Fate y su equipo, los atacan, disparan con armas ocultas bajo su escritorio y en una balacera terminan matando a todos los gánsteres.
Para celebrar aún más su exitosa asociación criminal y ahora van a participar en grandes negocios en el futuro, McDonagh trabajando como infiltrado en la banda criminal, convence a Big Fate de fumar crack con su "pipa de crack de la suerte", él lo hace, y McDonagh luego coloca la pipa en la escena del crimen de la familia de migrantes de Senegal, para incriminar a Big Fate por estar seguro ser el asesino. El departamento de investigaciones de la policía encuentra la pipa con sus huellas dactilares de Big Fate y presenta esta nueva evidencia al fiscal, al comprobar su presencia en el lugar del asesinato, para finalmente poder arrestar a Big Fate y sus compinches, McDonagh resuelve el caso y luego es ascendido a capitán de policía.    
Un año después, McDonagh parece estar sobrio en su oficina de investigaciones criminales de la policía, vive junto a Frankie (ahora embarazada del hijo de McDonagh) y los padres de él recuperados de sus problemas de adicción, pero todavía está consumiendo heroína. Se encuentra con el prisionero a quien salvó la vida al comienzo de la película y trabajando ahora como repartidor de comida a domicilio, reconoce a McDonagh, agradece salvarle la vida. El hombre ha estado sobrio durante casi un año y se ofrece ayudarlo para escapar finalmente de su propia adicción, entonces McDonagh simplemente pregunta: "¿Los peces tienen sueños?" La película termina con los dos hombres en el Acuario de las Américas sentados en el suelo con la espalda contra una pecera del tamaño de una pared.

## Reparto
- Nicolas Cage - Terrence McDonagh, el teniente corrupto.[5]
- Eva Mendes - Frankie Donnenfeld, una prostituta amante de Terrence.
- Jennifer Coolidge - Genevieve McDonagh
- Val Kilmer - Stevie Pruit
- Brad Dourif - Ned Schoenholtz
- Xzibit - Big Fate
- Fairuza Balk - Heidi
- Michael Shannon - Mundt
- Vondie Curtis-Hall - James Brasser
- Shawn Hatosy - Armand Benoit
- Denzel Whitaker - Daryl
- Shea Whigham - Justin
- Katie Chonacas - Tina